# Muirchertach MacLochlainn
Muirchertach Mac Lochlainn (... – 1166) è stato re dei Cenél nEógain, Tyrone e sovrano supremo d'Irlanda dal 1156 circa alla morte nel 1166.
Gli succedette Turlough O' Connor che morì nel 1156. Sebbene sopravvivesse a un attentato da parte di Rory O'Connor, non gli riuscì comunque di piegare la resistenza dei Cenél Conaill e degli Ulaid. Nel 1166, perpetrò stragi e prese ostaggi nell'Ulster. Fu assassinato e la sua morte fu attribuita a una vendetta di San Patrizio, per aver rotto in solenne giuramento fatto al vescovo di Armagh, a seguito del quale aveva catturato e accecato Eochaid mac Con Ulad Mac Duinn Sléibe, re del Ulster (ragione per cui fu abbandonato da gran parte dei suoi seguaci).